# جزیره بلکوفسکی
جزیره بلکوفسکی (روسی: Бельковский Oстров) یک جزیره در شمال استان یاقوتستان کشور روسیه است.